# Gezone
Gezone di Torino (X secolo – Torino, 1011) è stato un vescovo italiano.

## Biografia
Gezone fu vescovo di Torino dal 1000 al 1011. Fu definito "piissimo e di molti beni generosi verso gli ordini monastici" dal Semeria, il quale lo pone anche come il fondatore del monastero torinese di San Salvatore, ubicato ove oggi sorge la cittadella.
Altro non si sa sul suo conto, se non che morì a Torino nel 1011.